# Initiative populaire « pour l'extension de l'AVS et de l'AI »
L'initiative populaire « pour l'extension de l'AVS et de l'AI » est une initiative populaire fédérale suisse, rejetée par le peuple et les cantons le 25 juin 1995.

## Contenu
L'initiative demande la modification de l'article 34quater de la Constitution fédérale pour ajouter à l'assurance-vieillesse et survivants (AVS) certaines prestations jusqu'alors dédiées à la prévoyance professionnelle. Elle demande également l'octroi d'une rente AVS sans considérations du sexe ou de l'état-civil dès 62 ans ainsi qu'une augmentation des subventions versées à l'AVS et à l'assurance-invalidité par la Confédération.
Le texte complet de l'initiative peut être consulté sur le site de la Chancellerie fédérale.

## Déroulement

### Contexte historique
Depuis l'introduction de l'assurance-vieillesse et survivants en 1948, l'âge de la retraite est fixé, dans la loi et non dans la Constitution, à 65 ans pour les hommes. Pour les femmes, la limité a été initialement fixée à 65 ans, puis abaissée à 63 ans en 1957 et à 62 ans en 1964.
Lors de la préparation à la 9e révision de cette assurance en 1976, alors que le Conseil fédéral a proposé de relever l'âge de la retraite des femmes de 60 à 62 ans pour l'octroi d'une rente de vieillesse pour couple, les Organisations progressistes de Suisse (POCH) lancent une initiative visant à abaisser l'âge de la retraite à 60 ans pour les hommes et 58 ans pour les femmes. Cette proposition est rejetée en votation populaire le 26 février 1978 et la 9e révision de l'AVS peut ainsi entrer en service au début des années 1980.
Dans le même temps, et alors que commencent au Parlement les discussions sur la 10e révision de l'AVS, les mêmes POCH présentent une initiative « visant à abaisser à 62 ans pour les hommes et à 60 ans pour les femmes l'âge donnant droit à la rente AVS » avec, comme principaux argument, le fait que la Suisse soit l'un des pays d'Europe où l'âge de la retraite soit le plus élevé. Selon les initiants, cet âge doit être abaissé afin de sauvegarder la santé des travailleurs « menacée par le stress, le surmenage professionnel, les craintes de perdre son emploi et autres ». Cette proposition est rejetée en votation le 12 juin 1988, permettant ainsi au parlement de poursuivre ses travaux sur la 10e révision.
C'est également dans le cadre de ces travaux que l'Union syndicale suisse, avec le support du Parti socialiste suisse, dépose cette initiative qui doit, selon les initiants, permettre d'exécuter le mandat constitutionnel spécifiant que les rentes de l'AVS et de l'AI doivent couvrir les besoins vitaux. Ils avancent également comme argument la possibilité donnée à chacun de fixer son âge de retraite dès 62 ans, ainsi que l'égalité de traitement entre les hommes et les femmes

### Récolte des signatures et dépôt de l'initiative
La récolte des 100 000 signatures nécessaires a débuté le 14 août 1990. Le 30 mai de l'année suivante, l'initiative a été déposée à la chancellerie fédérale qui l'a déclarée valide le 31 juillet.

### Discussions et recommandations des autorités
Le parlement et le Conseil fédéral recommandent tous deux le rejet de cette initiative. Dans son message adressé à l'assemblée, le Conseil fédéral indique ne pas considérer cette proposition « comme un moyen approprié à l'examen » du rapport entre le premier et le deuxième pilier, sujet qui toutefois le préoccupe. Il décrit le concept proposé de renforcement important du premier pilier, basé sur le système de la répartition des charges, comme « problématique du point de vue démographique, financier et économique », évaluant le coût de cette réforme à 7 milliards de francs annuels.

### Votation
Soumise à la votation le 25 juin 1995, l'initiative est refusée par la totalité des 20 6/2 cantons et 72,4 % des suffrages exprimés. Le tableau ci-dessous détaille les résultats par cantons :

## Effets
Le même jour que cette initiative, la 10e révision de l'AVS est proposée en votation avec, parmi les principaux ajustements, l'élévation progressive de l'âge de la retraite des femmes de 62 à 64 ans et contrebalancé par l'introduction du concept de « retraite à la carte », permettant aux actifs ayant au moins 41 ans d'activité professionnelle de prendre plus rapidement leur retraite, moyennant une pénalité de 6,8 % par année d'anticipation. Cette révision est approuvée par 60,7 % des votants.
Cette révision sera par la suite attaquée par trois nouvelles initiatives déposées sur ce sujet ; l'initiative populaire « pour une retraite à la carte dès 62 ans, tant pour les femmes que pour les hommes » présentée par le Parti écologique suisse, l'initiative populaire « pour la 10e révision de l'AVS sans relèvement de l'âge de la retraite » présentée par l'Union syndicale suisse et l'initiative populaire « pour un assouplissement de l'AVS - contre le relèvement de l'âge de la retraite des femmes » présentée par la Société suisse des employés de commerce, sont ainsi déposées. Aucune des trois initiatives ne sera cependant acceptées en votation.